# Japonci
Japonci so izoliran narod, ki živi večinoma na območju današnje Japonske. Govorijo japonščino.
Danes je več kot 120 milijonov Japoncev. Pomembnejše izseljenske skupine so v ZDA, Braziliji in Kanadi.